# Spring Creek (South Dakota)
Spring Creek is een plaats (census-designated place) in de Amerikaanse staat South Dakota, en valt bestuurlijk gezien onder Todd County.

## Demografie
Bij de volkstelling in 2000 werd het aantal inwoners vastgesteld op 136.

## Geografie
Volgens het United States Census Bureau beslaat de plaats een oppervlakte van
24,1 km², geheel bestaande uit land. Spring Creek ligt op ongeveer 811 m boven zeeniveau.

## Plaatsen in de nabije omgeving
De onderstaande figuur toont nabijgelegen plaatsen in een straal van 24 km rond Spring Creek.